# Life as We Know It (Fernsehserie)
Life As We Know It ist eine US-amerikanische Fernsehserie des Senders ABC. Sie basiert auf dem Buch Doing It von Melvin Burgess und umfasst eine Staffel mit 13 Episoden.

## Handlung
Dino Whitman, Ben Conner und Jonathan Fields sind beste Freunde, obwohl sie unterschiedlicher nicht sein könnten. Dino ist ein attraktiver Hockeyspieler, Ben hat eine Affäre mit seiner Lehrerin und Jonathan ist ein Künstler, den des Öfteren mal die Nervosität übermannt.

## Besetzung und Synchronisation
Die deutsche Synchronisation entstand nach einem Dialogbuch und unter der Dialogregie von Ursula von Langen durch die Synchronfirma Scalamedia Synchron GmbH in München.

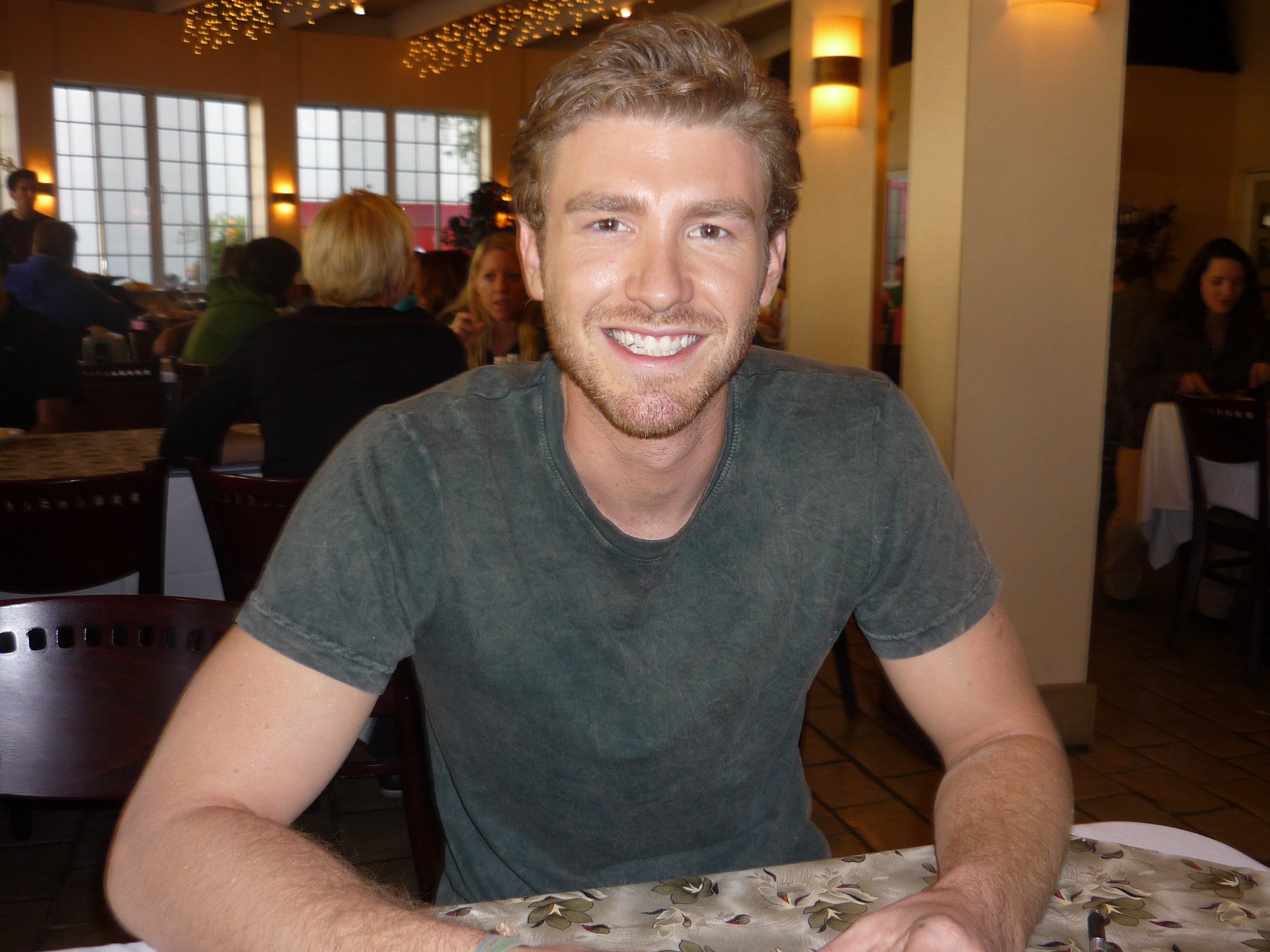
Jon Foster spielte Ben Connor
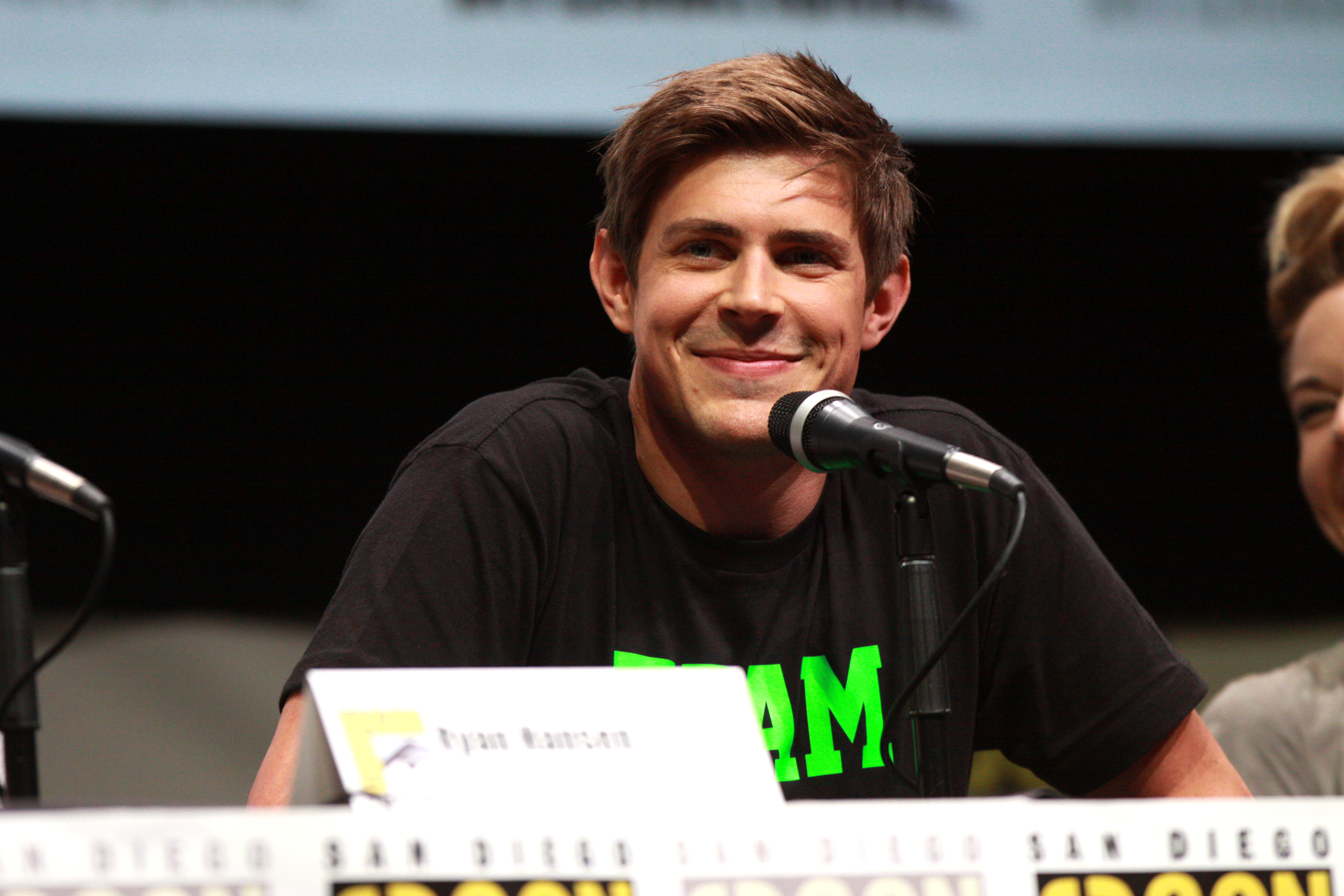
Chris Lowell spielte Jonathan Fields
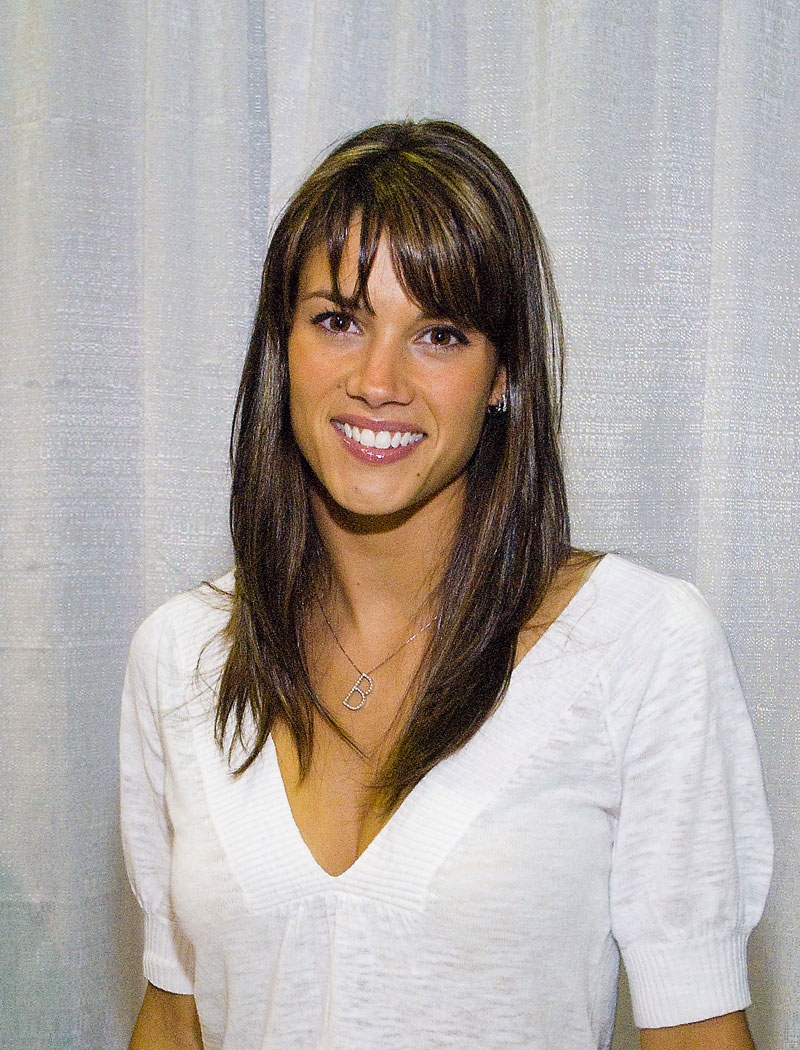
Missy Peregrym spielte Jackie Bradford
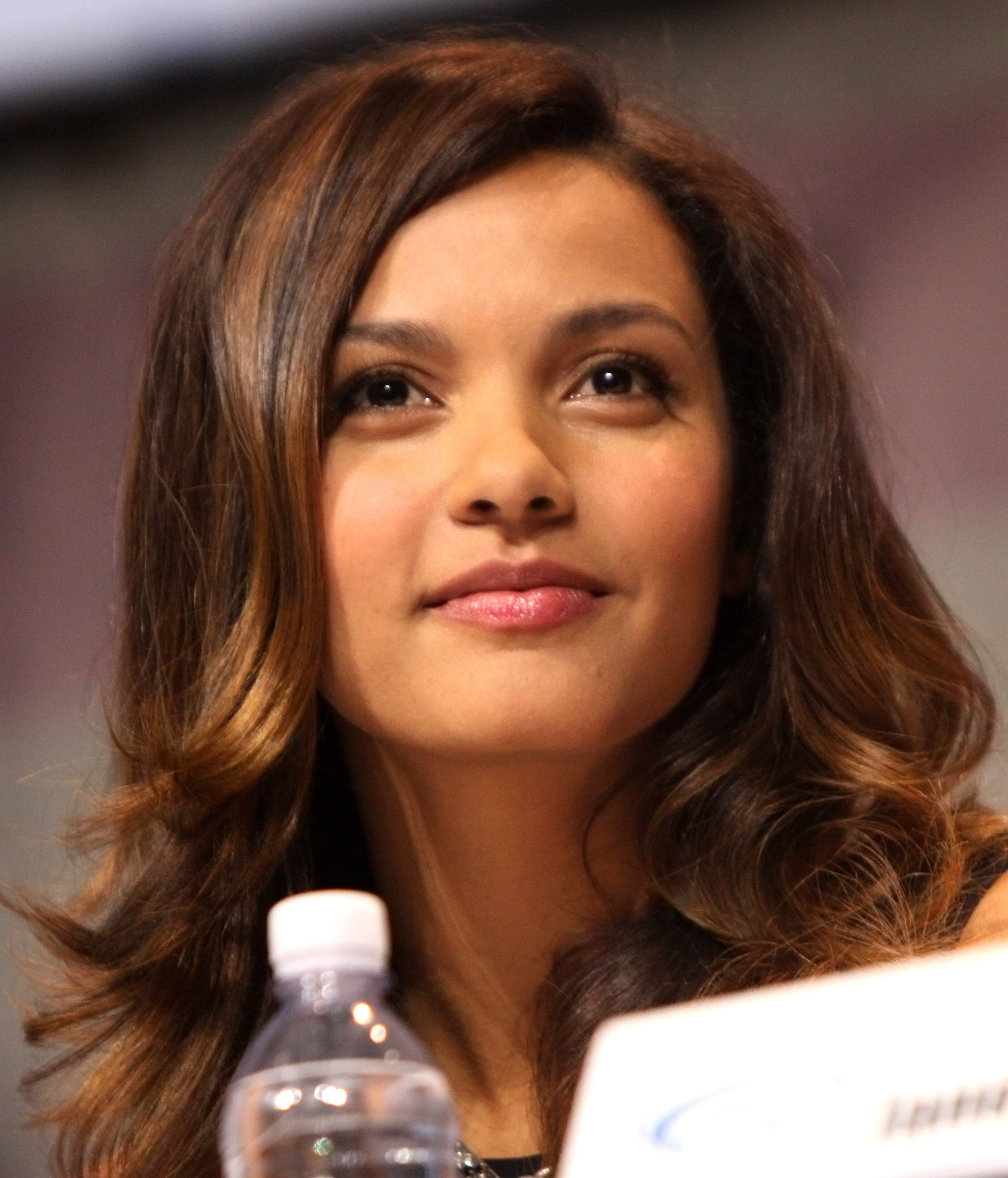
Jessica Lucas spielte Sue Miller
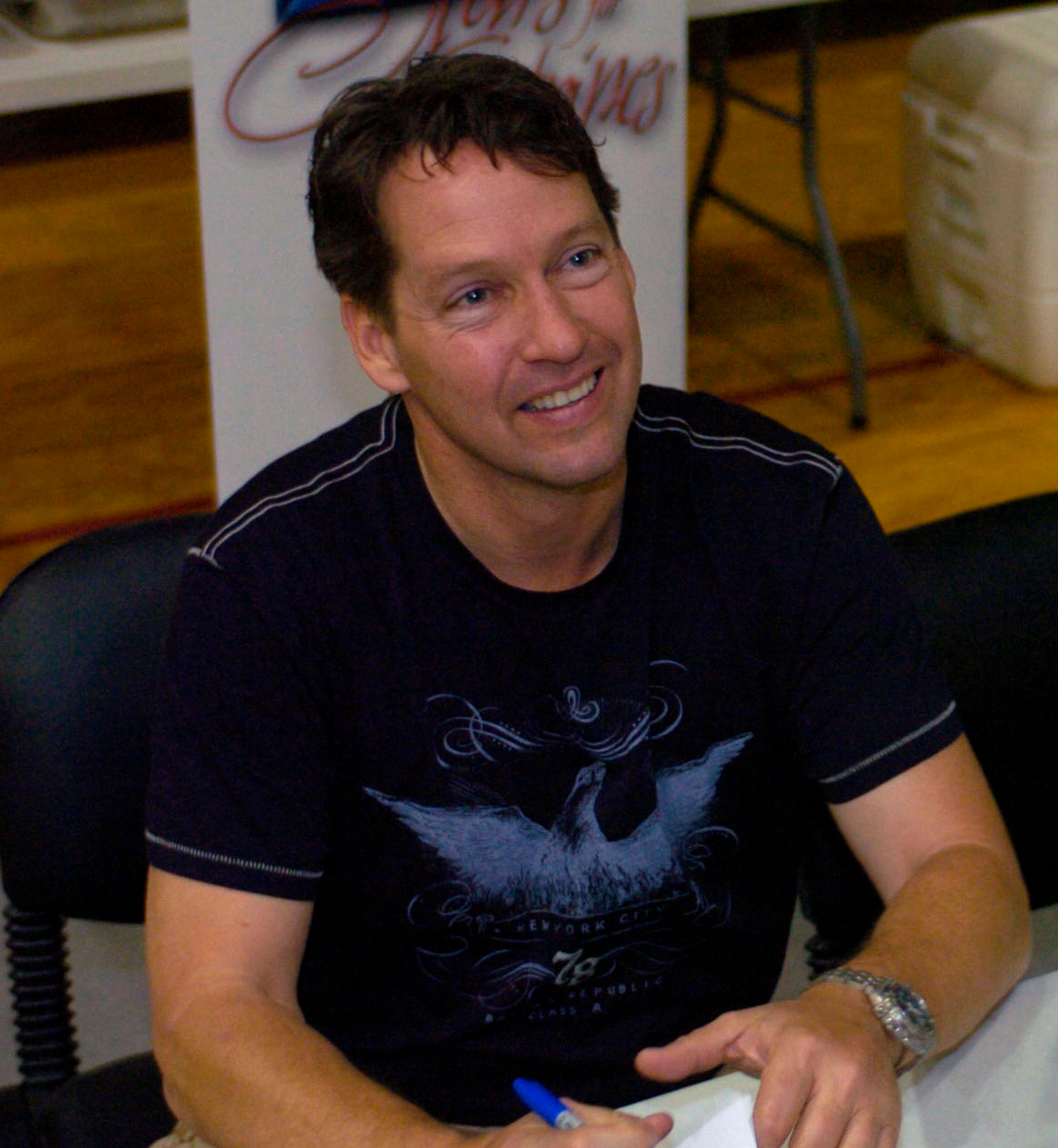
Daniel Sweeney spielte Michael Whitman
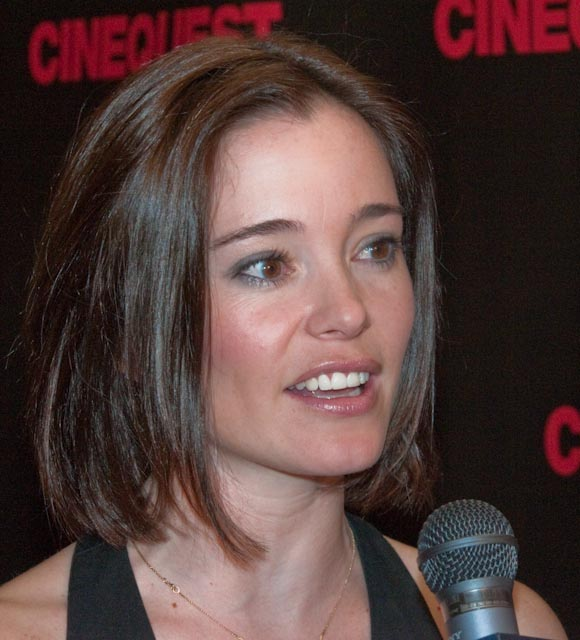
Marguerite Moreau spielte Monica Young

| Schauspieler      | Rolle            | Synchronsprecher       |
| ----------------- | ---------------- | ---------------------- |
| Sean Faris        | Dino Whitman     | Johannes Raspe         |
| Jon Foster        | Ben Connor       | Clemens Ostermann      |
| Chris Lowell      | Jonathan Fields  | Stefan Günther         |
| Missy Peregrym    | Jackie Bradford  | Maren Rainer           |
| Jessica Lucas     | Sue Miller       | Shandra Schadt         |
| Kelly Osbourne    | Deborah Tynan    | Caroline Combrinck     |
| Lisa Darr         | Annie Whitman    | Susanne von Medvey     |
| Daniel B. Sweeney | Michael Whitman  | Tobias Lelle           |
| Marguerite Moreau | Monica Young     | Solveig Duda           |
| Martin Cummins    | Coach Dave Scott | Jens-Holger Kretschmer |

## Ausstrahlung
Vereinigte Staaten
Die Ausstrahlung der Serie in den Vereinigten Staaten begann am 7. Oktober 2004. Die Serie wurde gegen Ende des Jahres 2004 von ABC abgesetzt. Die elfte Folge wurde am 20. Januar 2005 gesendet. Diese ist gleichzeitig die letzte in den USA ausgestrahlte Folge der Serie. 2005 wurden die letzten beiden Folgen auf DVD veröffentlicht.
Deutschland
Zwischen dem 22. Juni 2013 und dem 3. August 2013 strahlte ProSieben die Serie in deutscher Erstausstrahlung in seinem Morgenprogramm aus.
International
Die Serie wurde ebenfalls schon in Brasilien, Neuseeland, den Philippinen, Hongkong, Südafrika, Australien, Norwegen, Irland und im Vereinigten Königreich gesendet.

## Episodenliste
| Nr. | Deutscher Titel                | Originaltitel                        | Erstausstrahlung USA | Deutschsprachige Erstausstrahlung (D) | Regie           | Drehbuch                             |
| --- | ------------------------------ | ------------------------------------ | -------------------- | ------------------------------------- | --------------- | ------------------------------------ |
| 1   | Das Leben als solches          | Pilot                                | 7. Okt. 2004         | 22. Juni 2013                         | Michael Engler  | Jeff Judah & Gabe Sachs              |
| 2   | Alles was dazu gehört          | Pilot Junior                         | 14. Okt. 2004        | 22. Juni 2013                         | Michael Engler  | Jeff Judah, Gabe Sachs & Donald Todd |
| 3   | Die Kunst des Flachlegens      | The Best Laid Plans                  | 21. Okt. 2004        | 29. Juni 2013                         | Michael Engler  | Allison Adler                        |
| 4   | Teilweise bewölkt, örtlich Sex | Partly Cloudy, Chance of Sex         | 28. Okt. 2004        | 29. Juni 2013                         | Michael Spiller | Donald Todd                          |
| 5   | Lügen und Geheimnisse          | Secrets and Lies                     | 4. Nov. 2004         | 6. Juli 2013                          | Michael Spiller | Melissa Carter                       |
| 6   | Natürliche Katastrophen        | Natural Disasters                    | 2. Dez. 2004         | 6. Juli 2013                          | Rachel Talalay  | Joel Madison                         |
| 7   | Noch diesen Kuss               | With a Kiss, I Die                   | 9. Dez. 2004         | 13. Juli 2013                         | John Peters     | Allison Adler                        |
| 8   | Schwere Zeiten für Gefühle     | Family Hard-ships                    | 16. Dez. 2004        | 13. Juli 2013                         | Rick Wallace    | Adam Horowitz & Edward Kitsis        |
| 9   | Kleine Probleme                | A Little Problem                     | 6. Jan. 2005         | 20. Juli 2013                         | Michael Engler  | Leila Gerstein                       |
| 10  | Stunden der Wahrheit           | Breaking Away                        | 13. Jan. 2005        | 20. Juli 2013                         | Rodman Flender  | Jeff Judah & Gabe Sachs              |
| 11  | Skiausflug mit Hindernissen    | You Must be Trippin                  | 20. Jan. 2005        | 27. Juli 2013                         | Paul Holahan    | Luvh Rakhe                           |
| 12  | Verliebt in einen Caddie       | Friends Don’t Let Friends Drive Junk | —                    | 27. Juli 2013                         | Dan Lerner      | Donald Todd                          |
| 13  | Dad, bist du das?              | Papa Wheelie                         | —                    | 3. Aug. 2013                          | Adam Davidson   | Joel Madison                         |

## Rezeption
Das Magazin Variety schrieb: „Ein intelligenter, liebevoller Blick auf die Highschool… so gut, dass Ihr für die Kultserie sofort Platz in Euren DVD-Sammlungen schafft, weil Ihr schon genau wisst, dass diese Serie die Art von Serie ist, die nach fünf Episoden abgesetzt werden.“